# Вирлезь (комуна)
Вирлезь, Вирлезі (рум. Vârlezi) — комуна у повіті Галац в Румунії. До складу комуни входять такі села (дані про населення за 2002 рік):
- Вирлезь (1257 осіб)
- Креєшть (957 осіб)

Комуна розташована на відстані 212 км на північний схід від Бухареста, 54 км на північ від Галаца, 140 км на південь від Ясс.

## Населення
За даними перепису населення 2002 року у комуні проживали 2214 осіб, усі — румуни. Усі жителі комуни рідною мовою назвали румунську. За віросповіданням усі жителі комуни — православні.